# Wahlkreis Angus South
| Angus South                       |
| --------------------------------- |
| Angus South · North East Scotland |
| Gebildet                          |
| 2011                              |
| Abgeordneter                      |
| Graeme Dey (SNP)                  |
| Regionen                          |
| Angus                             |

Angus South ist ein Wahlkreis für das Schottische Parlament. Er wurde 2011 als einer von zehn Wahlkreisen der Wahlregion North East Scotland eingeführt, die im Zuge der Revision der Wahlkreise im Jahre 2011 neu zugeschnitten und von neun auf zehn Wahlkreise erweitert wurde. Hierbei wurde der Wahlkreis Angus South aus Gebieten des ehemaligen Wahlkreises Angus sowie Teilen des ehemaligen Wahlkreises North Tayside der benachbarten Wahlregion Mid Scotland and Fife gebildet. Er umfasst Gebiete der Council Area Angus mit den Städten Arbroath, Carnoustie und Kirriemuir. Der Wahlkreis entsendet einen Abgeordneten.
Der Wahlkreis erstreckt sich über eine Fläche von 1298,7 km2. Im Jahre 2020 lebten 72.935 Personen innerhalb seiner Grenzen.

## Wahlergebnisse

### Parlamentswahl 2011
| Ergebnisse der Parlamentswahl 2011 | Ergebnisse der Parlamentswahl 2011 | Ergebnisse der Parlamentswahl 2011 | Ergebnisse der Parlamentswahl 2011 |
| Partei                             | Kandidat                           | Stimmen                            | %                                  |
| ---------------------------------- | ---------------------------------- | ---------------------------------- | ---------------------------------- |
| SNP                                | Graeme Dey                         | 16.164                             | 58,5                               |
| Conservative                       | Hughie Campbell Adamson            | 5581                               | 20,2                               |
| Labour                             | William Campbell                   | 3703                               | 13,4                               |
| Parteilos                          | David Fairweather                  | 1321                               | 4,8                                |
| Liberal Democrats                  | Clive Sneddon                      | 874                                | 3,2                                |
| Wahlbeteiligung: 27.643 (50,33 %)  |                                    |                                    |                                    |

### Parlamentswahl 2016
| Ergebnisse der Parlamentswahl 2016 | Ergebnisse der Parlamentswahl 2016 | Ergebnisse der Parlamentswahl 2016 | Ergebnisse der Parlamentswahl 2016 | Ergebnisse der Parlamentswahl 2016 |
| Partei                             | Kandidat                           | Stimmen                            | %                                  | ±                                  |
| ---------------------------------- | ---------------------------------- | ---------------------------------- | ---------------------------------- | ---------------------------------- |
| SNP                                | Graeme Dey                         | 15.622                             | 48,9                               | −9,5                               |
| Conservative                       | Kirstene Hair                      | 11.318                             | 35,4                               | +15,3                              |
| Labour                             | Joanne McFadden                    | 3.773                              | 11,8                               | −1,6                               |
| Liberal Democrats                  | Clive Sneddon                      | 1.216                              | 3,8                                | +0,6                               |
| Wahlbeteiligung: (56,7 %)          |                                    |                                    |                                    |                                    |

### Parlamentswahl 2021
| Ergebnisse der Parlamentswahl 2021 | Ergebnisse der Parlamentswahl 2021 | Ergebnisse der Parlamentswahl 2021 | Ergebnisse der Parlamentswahl 2021 | Ergebnisse der Parlamentswahl 2021 |
| Partei                             | Kandidat                           | Stimmen                            | %                                  | ±                                  |
| ---------------------------------- | ---------------------------------- | ---------------------------------- | ---------------------------------- | ---------------------------------- |
| SNP                                | Graeme Dey                         | 19.568                             | 50,7                               | +1,8                               |
| Conservative                       | Maurice Golden                     | 13.451                             | 34,8                               | −0,6                               |
| Labour                             | Graeme McKenzie                    | 3.625                              | 9,4                                | −2,4                               |
| Liberal Democrats                  | Ben Lawrie                         | 1.964                              | 5,1                                | +1,3                               |
| Wahlbeteiligung: 65 %              |                                    |                                    |                                    |                                    |